# Julius-Raab-Medaille
Die Julius-Raab-Medaille ist eine österreichische Auszeichnung und wird vom Wirtschaftsbund, einer Teilorganisation der Österreichischen Volkspartei, vergeben.
Sie ist die höchste Auszeichnung des Wirtschaftsbundes, die anlässlich des 60. Geburtstags von Julius Raab im Jahr 1951 ins Leben gerufen wurde.

## Preisträger (Auswahl)
- Alfred Frauscher (2023)[2]
- Gabriele Lackner-Strauss (2023)[2]
- Ulrike Rabmer-Koller (2023)[2]
- Christian Konrad (2018)[3]
- Luis Durnwalder (2016)[4]
- Franz Fiedler (2015)[5]
- Herbert Krejci (2015)[5]
- Josef Urschitz (2015)[5]
- Klaus Liebscher (2014)[6]
- Georg Wailand (2014)[6]
- Josef Taus (2013)[7]
- Helmut Krätzl (2012)[8]
- Gustav Peichl (2012)[8]
- Hugo Portisch (2012)[8]
- Erich Peter Klement (2011)[9]
- Friedrich Roithmayr (2009)
- Franz Olah (2008)
- Günter Fronius (2007)
- Bruno Buchberger (2006)
- Erhard Busek (2006)[10]
- Martin Purtscher (2002)
- Otto Pammer (1996)
- Lorenz Konzett (1974)
- Josef Scherrer (1972)
- Gottfried Baier (1958)
- Michael Mangold (1958)
- Eduard Schrack (1952)
- Karl Korinek
- Maria Schaumayer
- Gerd Bacher
- Erich Werner[11]